# Robert Tarjan
Robert Endre Tarjan (Pomona, 30 de abril de 1948) é um informático estadunidense.
Foi condecorado com o Prêmio Turing de 1986, juntamente com John Hopcroft‎, pelo projeto e análise de algorítmos e estruturas de dados.
É professor da Universidade de Princeton e trabalha na Hewlett-Packard. 

## Obras
- R. E. Tarjan: Data Structures and Network Algorithms. CBMS 44, Society for Industrial and Applied Mathematics, Philadelphia, PA, 1983. ISBN 0898711878
- G. Polya, R. E. Tarjan, D. R. Woods: Notes on Introductory Combinatorics. Birkhäuser, Boston, MA, 1983